# Candido Augusto Vecchi
Candido Augusto Vecchi (Fermo, 1º febbraio 1814 – Ascoli Piceno, 3 gennaio 1869) è stato uno storico, patriota e militare italiano.

## Biografia
La sua vita, la carriera militare e quella politica sono legate al periodo della storia risorgimentale italiana. Sostenitore e amico personale del generale Giuseppe Garibaldi ne condivise gli ideali di libertà e indipendenza che condussero all'Unità d'Italia. Fu tra i partecipanti della Repubblica Romana del 1849, nella quale assunse la carica di deputato, eletto nei collegi della provincia di Ascoli Piceno.
Nato nella città di Fermo, figlio del carbonaro Candido Vecchi e di Luisa Fineschi, è considerato come ascolano dagli storici locali poiché visse nella città di Ascoli Piceno dall'età di 4 anni, quando la sua famiglia vi si trasferì.
La sua formazione culturale avvenne durante il periodo della sua adolescenza con gli insegnamenti ricevuti presso il collegio Calasanzio di Chieti e l'istruzione impartita da un precettore privato che lo seguì nell'apprendimento.
Assimilò, appropriandosene, gli ideali e lo spirito patriottico del padre e s'iscrisse alla Giovine Italia. Nell'anno 1833 fu incarcerato per motivi politici, ma una volta libero, nel 1837, si recò dapprima a Napoli, poi in Francia, a Parigi, dove incontrò e conobbe personalmente Giuseppe Mazzini.
Il 2 marzo 1842 sposò a Marsiglia la giovane e fragile Vittoria della Ripa, donna che amò per tutta la vita e che morì a Genova per aver contratto il colera. Dal matrimonio nacquero 2 figli: Augusto Vittorio, più noto con lo pseudonimo di Jack la Bolina, venuto alla luce a Marsiglia il 22 dicembre 1842, e Lionello, nato a Parigi il 14 ottobre 1847.
Dopo il suo soggiorno francese fece ritorno in Italia e si arruolò, nel 1848, come semplice soldato, nella Colonna mobile dei Modenesi, composta da volontari che si schierarono al fianco del Piemonte nella Prima guerra d'indipendenza italiana, accampata presso la città di Mantova. Le cronache del tempo riferiscono che Vecchi riportò alcune ferite durante il combattimento di Governolo. In seguito fu promosso capitano del 23º Reggimento di linea dal re Carlo Alberto di Savoia, dopo aver partecipato alla battaglia di Novara del 1849.
Al passaggio di Garibaldi in Ascoli, avvenuto il 26 gennaio 1849, Vecchi si unì, insieme ad altri volontari ascolani, al gruppo che era a seguito dell'eroe dei due mondi e raggiunse la capitale dove divenne deputato. Fu eletto nei collegi della provincia ascolana il 28 gennaio 1849 e contribuì all'assemblea generale romana e costituente italiana della Repubblica Romana. Caduta la Repubblica si trasferì in Corsica, da qui raggiunse la Liguria soggiornando dapprima nella città di La Spezia e poi, nell'ottobre 1855, a Genova dove la moglie morì.
Fu, inoltre, un colonnello garibaldino e seguì l'eroe dei due mondi durante le sue battaglie partecipando concretamente ai finanziamenti delle spedizioni. 
Ospitò Garibaldi nella sua residenza ligure di Villa Spinola, nell'anno 1859, nei giorni che precedettero l'imbarco della spedizione dei mille da Quarto. Sostenne e affiancò il generale, come "aiutante di campo", nel corso dello svolgersi della battaglia di Milazzo e degli scontri del Volturno. Nell'incontro tra Giuseppe Garibaldi e Vittorio Emanuele II, Candido Augusto Vecchi fu presentato dal generale al re che spese parole di apprezzamento sulla sua persona dicendo di conoscerlo e di stimarlo per i suoi sentimenti e doti di onestà. Nell'anno 1866 ricevette la promozione al grado di colonnello.
Fu eletto deputato nelle prime due legislature del Regno d'Italia.
Trascorse gli ultimi tempi della sua vita a Caprera, ospite del suo amico generale; si spense ad Ascoli, presso la propria abitazione, il 3 gennaio del 1869.
È sepolto dal 1907 nel famedio del cimitero comunale di Ascoli, città che gli ha intitolato una via e dedicato il busto esposto presso il giardino della sede del palazzo comunale.
Un altro busto di Candido Augusto Vecchi è stato collocato sul colle romano del Gianicolo tra i monumenti dei patrioti nell'anno 1962.

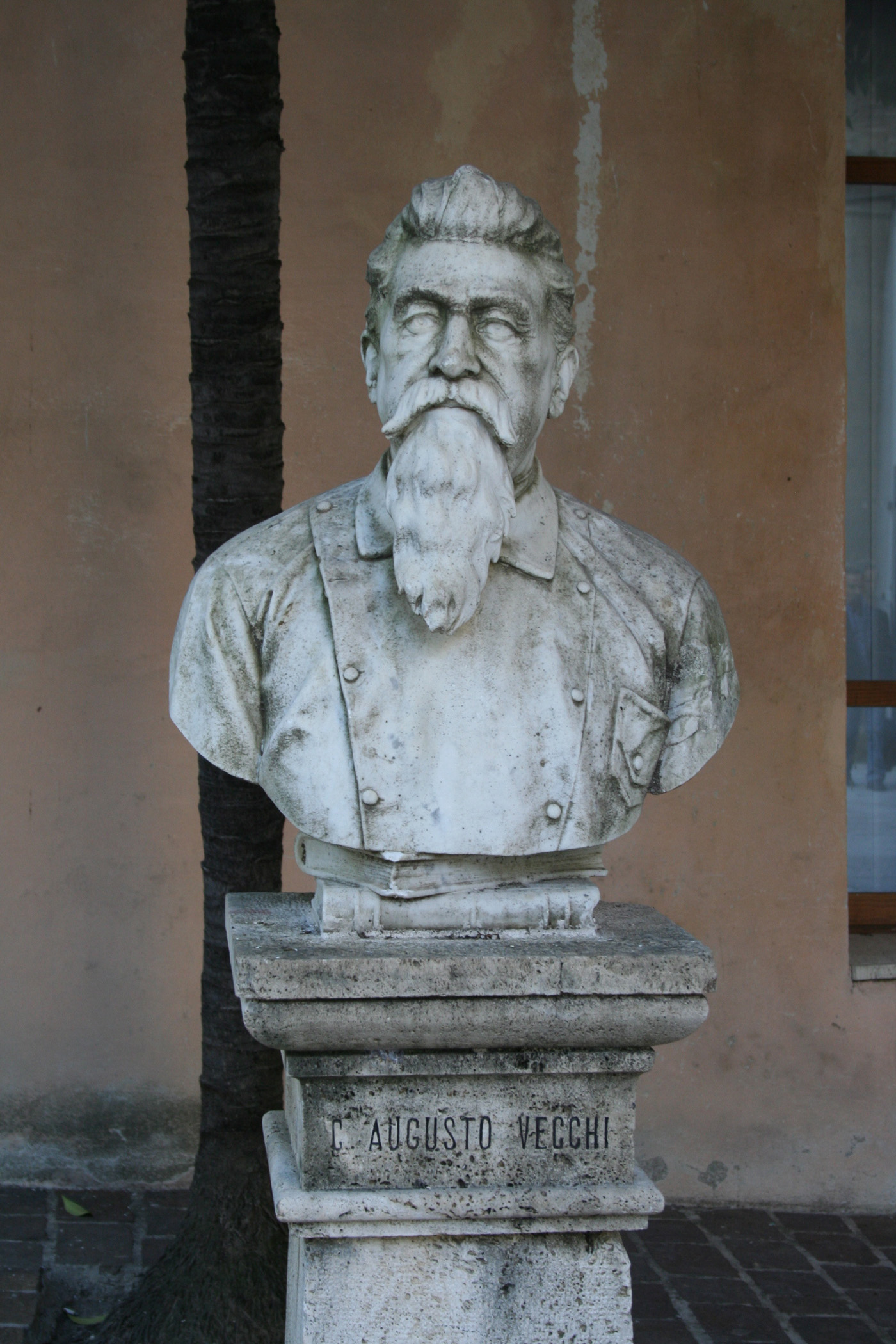
Busto di Candido Augusto Vecchi presso il Palazzo dell'Arengo di Ascoli Piceno
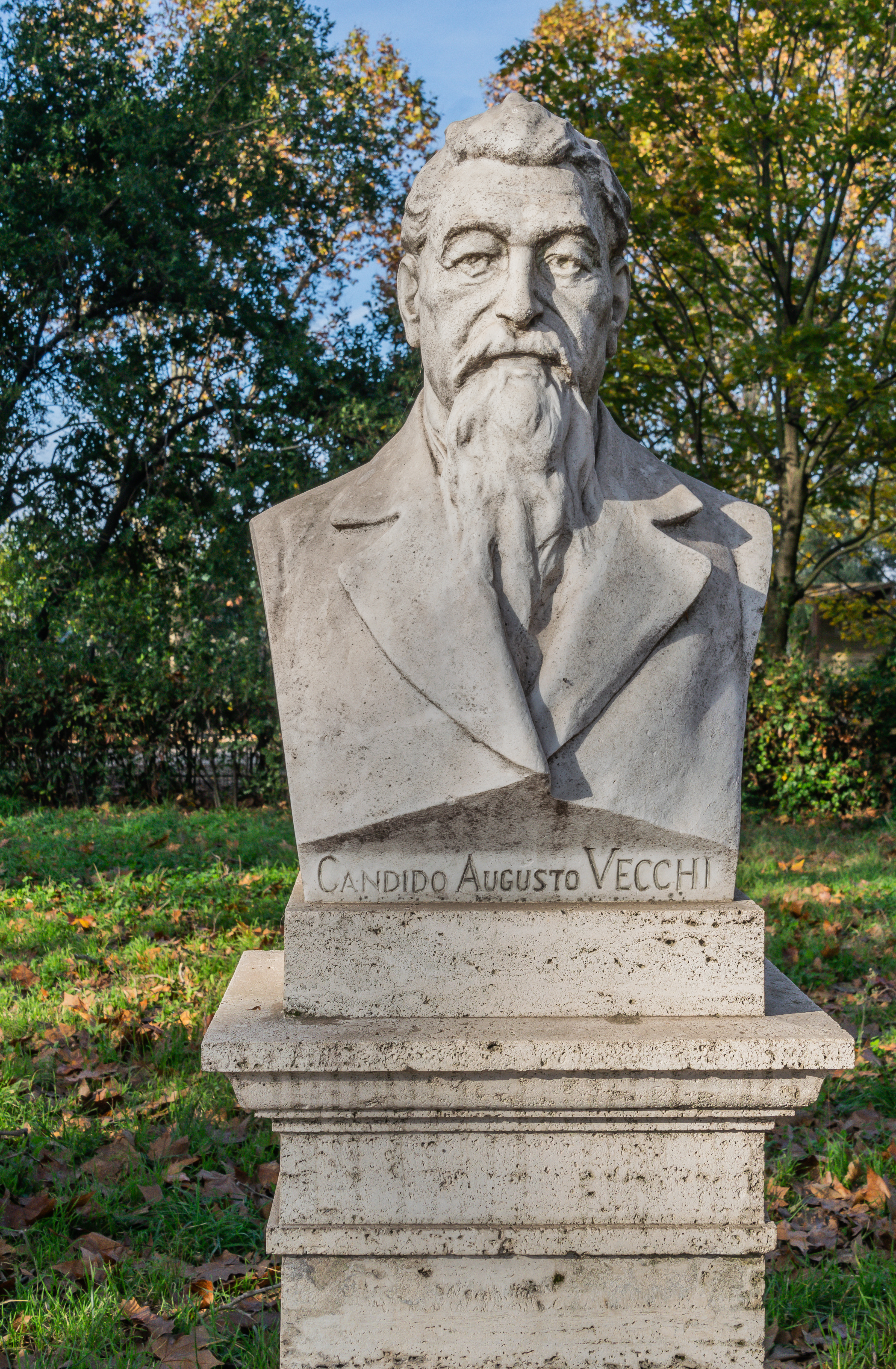
Busto di Candido Augusto Vecchi sul Giancolo
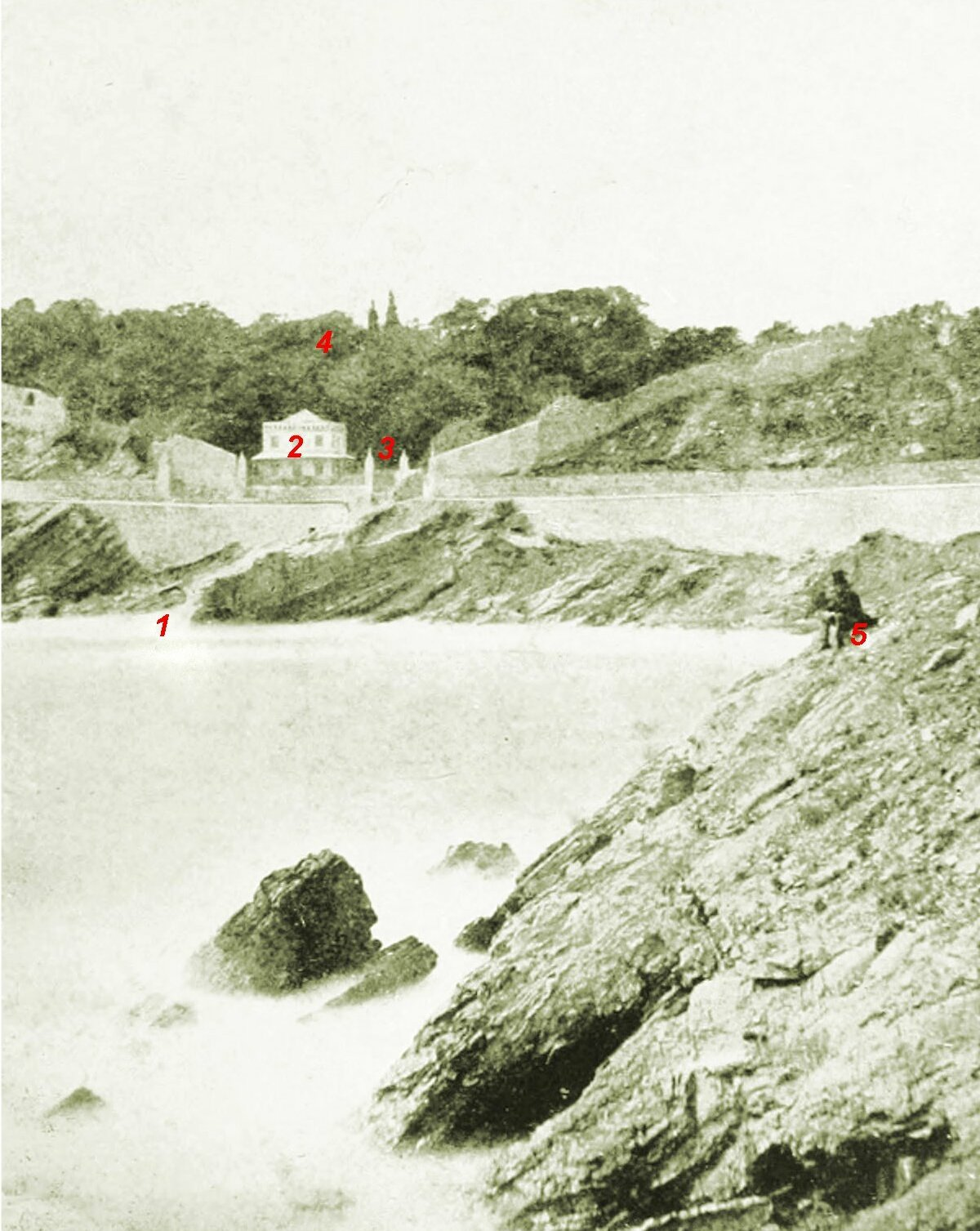
Scoglio di Quarto (1861-1869) da dove si imbarcarono i Mille di Garibaldi

### Massoneria
Nel 1860 fu iniziato in Massoneria nella Loggia Ausonia di Torino, eletto in seguito Maestro venerabile della Loggia Giudacilio di Ascoli Piceno, fu fondatore della Loggia Argillana, pure di Ascoli Piceno, e nel 1862 fu anche membro della Loggia Osiride di Torino.

## Opere
- Candido Augusto Vecchi, La Italia : storia di due anni, 1848-1849;
- Candido Augusto Vecchi, Garibaldi e Caprera;
- Candido Augusto Vecchi, Le vicende della Repubblica romana.